# 1961–1962-es vásárvárosok kupája
A vásárvárosok kupájának 1961–1962-es szezonja volt a kupa 4. kiírása. A trófeát az Valencia CF hódította el, miután a döntőben 7–3-as összesítéssel legyőzte az Barcelona együttesét.

## Első forduló
| 1. csapat       | Össz.    | 2. csapat           | 1. mérk. | 2. mérk. |
| --------------- | -------- | ------------------- | -------- | -------- |
| Lausanne Sports | Erőnyerő |                     | –        | –        |
| Valencia        | 7–1      | Nottingham Forest   | 2–0      | 5–1      |
| Union SG        | 1–5      | Hearts              | 1–3      | 0–2      |
| Köln            | 4–41     | Internazionale      | 4–2      | 0–2      |
| Iraklísz        | Erőnyerő |                     | –        | –        |
| Milan           | 0–2      | Novi Sad XI         | 0–0      | 0–2      |
| Strasbourg      | 3–13     | MTK                 | 1–3      | 2–10     |
| Spartak Brno    | 3–6      | Leipzig XI          | 2–2      | 1–4      |
| Hannover        | 0–3      | Español             | 0–1      | 0–2      |
| Birmingham City | Erőnyerő |                     | –        | –        |
| Basel XI        | 2–5      | Crvena zvezda       | 1–1      | 1–4      |
| Hibernian       | 6–4      | Belenenses          | 3–3      | 3–1      |
| Lyon            | 6–7      | Sheffield Wednesday | 4–2      | 2–5      |
| Roma            | Erőnyerő |                     | –        | –        |
| West Berlin XI  | 1–3      | Barcelona           | 1–0      | 0–3      |
| Stævnet         | 4–9      | GNK Dinamo Zagreb   | 2–7      | 2–2      |

1 Mivel az összesített eredmény 4–4 lett, a szabályok értelmében újrajátszást (3. mérkőzést) rendeltek el, amit az Internazionale 5–3-ra nyert meg.

## Második forduló
| 1. csapat           | Össz. | 2. csapat         | 1. mérk. | 2. mérk. |
| ------------------- | ----- | ----------------- | -------- | -------- |
| Lausanne Sports     | 3–4   | Valencia          | 3–4      | –        |
| Hearts              | 0–5   | Internazionale    | 0–1      | 0–4      |
| Iraklísz            | 3–10  | Novi Sad XI       | 2–1      | 1–9      |
| MTK                 | 3–31  | Leipzig XI        | 3–0      | 0–3      |
| Español             | 5–3   | Birmingham City   | 5–2      | 0–1      |
| Crvena zvezda       | 5–0   | Hibernian         | 4–0      | 1–0      |
| Sheffield Wednesday | 4–1   | Roma              | 4–0      | 0–1      |
| Barcelona           | 7–3   | GNK Dinamo Zagreb | 5–1      | 2–2      |

1Mivel az összesített eredmény 3–3 lett, a szabályok értelmében újrajátszást (3. mérkőzést) rendeltek el, amit az MTK 2–0-ra nyert meg.

## Negyeddöntő
| 1. csapat           | Össz. | 2. csapat      | 1. mérk. | 2. mérk. |
| ------------------- | ----- | -------------- | -------- | -------- |
| Valencia            | 5–3   | Internazionale | 2–0      | 3–3      |
| FK Vojvodina        | 2–6   | MTK            | 1–4      | 1–2      |
| Español             | 2–6   | Crvena zvezda  | 2–1      | 0–5      |
| Sheffield Wednesday | 3–4   | Barcelona      | 3–2      | 0–2      |

## Elődöntők
| 1. csapat     | Össz. | 2. csapat | 1. mérk. | 2. mérk. |
| ------------- | ----- | --------- | -------- | -------- |
| Valencia      | 10–3  | MTK       | 3–0      | 7–3      |
| Crvena zvezda | 1–6   | Barcelona | 0–2      | 1–4      |

## Döntő
| 1. csapat | Össz. | 2. csapat | 1. mérk. | 2. mérk. |
| --------- | ----- | --------- | -------- | -------- |
| Valencia  | 7–3   | Barcelona | 6–2      | 1–1      |

### 1. mérkőzés
| 1962. szeptember 8. |

| Valencia CF                                | 6–2   | CF Barcelona  |
| ------------------------------------------ | ----- | ------------- |
| Yosu 14' 42' Guillot 35' 54' 67' Núñez 74' | (3–2) | Kocsis 4' 20' |

| Estadio Mestalla, Valencia Nézőszám: 65 000 Játékvezető: Joseph Barbéran (francia) |

### 2. mérkőzés
| 1962. szeptember 12. |

| CF Barcelona | 1–1   | Valencia CF |
| ------------ | ----- | ----------- |
| Kocsis 46'   | (0–0) | Guillot 87' |

| Camp Nou, Barcelona Nézőszám: 60 000 Játékvezető: Giulio Campanati (olasz) |

| Az 1961–1962-es vásárvárosok kupája győztese |
| -------------------------------------------- |
| Valencia CF 1. cím                           |

## Lásd még
- 1961–1962-es kupagyőztesek Európa-kupája
- 1961–1962-es bajnokcsapatok Európa-kupája

## Külső hivatkozások
- A vásárvárosok kupája az RSSSF honlapján (angolul)